# Плахотнюк Наталія Валеріївна
Наталія Валеріївна Задніпровська-Плахотнюк (12 травня 1962, село Красносілка, Вінницька область) — українська акторка кіно та дубляжу. Заслужена артистка України (2019).

## Біографія
Народилася 12 травня 1962 року у селі Красносілці Вінницької області.
У 1984 році закінчила Київський державний інститут театрального мистецтва імені Івана Карпенка-Карого.
Член Національної спілки кінематографістів України.
З 1994 року займається дубляжем і озвученням українською та російською мовами на різних студіях, зокрема «1+1», «Так Треба Продакшн», «Le Doyen» та інших.

## Фільмографія
- «Які ж були ми молоді…» (1985)
- «На крутизні» (1985)
- «Щасливий, хто кохав…» (1986)
- «І в звуках пам'ять відгукнеться…» (1986)
- «Золоте весілля» (1987)
- «Руда фея» (1987)
- «Випадок з газетної практики» (1987)
- «Фантастична історія» (1988)
- «Розпад» (1990)
- «Українська вендетта» (1990)
- «Жінка для всіх» (1991)
- «Козаки йдуть» (1991)
- «Особиста зброя» (1991)
- «Гра всерйоз» (1992)
- «Чотири листи фанери» (1992)
- «Заручники страху» (1993)
- «Повернення Мухтара» (7—8 сезони) (2011—2012)

## Озвучення реклами
- «Wella»